# Anastomyza fractura
Anastomyza fractura är en tvåvingeart som beskrevs av Malloch 1933. Anastomyza fractura ingår i släktet Anastomyza och familjen myllflugor. Inga underarter finns listade i Catalogue of Life.